# Jing Fang
Jing Fang (chinês tradicional: 京房, pinyin: Jīng Fáng; Wade-Giles: Ching Fang, 78–37 BC), nasceu Li Fang (李房), nome de cortesia Junming (君 明), nasceu na atual Puyang, Henan ( 東郡 頓丘) durante a dinastia Han (202 a.C. - 220 d.C.). Ele foi um teórico da música chinesa, matemático e astrólogo. Embora mais conhecido por seu trabalho em medições musicais. Foi primeiro a perceber que, na teoria musical, 53 quintas se aproximam de 31 oitavas. Como Zhang Heng, ele também propôs a teoria de influência da irradiação, que afirmava que a luz da lua era somente o reflexo da luz do sol. Ele também descreveu com precisão a mecânica básica dos eclipses lunares e solares.